# Trachelas speciosus
Espèce
Trachelas speciosus est une espèce d'araignées aranéomorphes de la famille des Trachelidae.

## Distribution
Cette espèce est endémique du Mexique. Elle se rencontre en Basse-Californie et en Basse-Californie du Sud.

## Description
Les mâles mesurent de 5,36 à 6,55 mm et les femelles 6,72 mm en moyenne.

## Publication originale
- Banks, 1898 : Arachnida from Baja California and other parts of Mexico. Proceedings of the California Academy of Sciences, sér. 3, vol. 1, p. 205-308 (texte intégral).